# Cédric Elzéard
Cédric Elzéard est un footballeur français né le 1er avril 1975 à Enghien-les-Bains. Il est défenseur.

## Biographie
Cédric Elzéard a joué 78 matchs en Ligue 1, 111 matchs en Ligue 2 et 1 match en Coupe de l'UEFA.

## Carrière
- 1992-1994 :  Paris Saint-Germain (réserve)
- 1994-1995 :  FC Saint-Leu
- 1995-1996 :  Amiens SC
- 1996-2004 :  CS Sedan-Ardennes
- 2004-2006 :  Stade brestois
- 2006-2007 :  US Créteil-Lusitanos[1]

## Palmarès
- Finaliste de la Coupe de France 1999 avec Sedan
- Vice-champion de  France de D2 1999 avec Sedan
- Vice-champion de France de National 1998 avec Sedan